# Ofrin
Ofrin ist ein in Berlin gegründetes israelisches Jazzpop-Musikprojekt mit elektroakustischen Einflüssen. Ofrin wurde als Duo von der Sängerin Ofri Brin und ihrem Ehemann, dem Komponisten Oded K. Dar, gegründet und besteht heute nur noch aus Ofri Brin.

## Geschichte
Nach musikalischen Projekten in Israel und Großbritannien zog Ofri Brin 2005 nach Berlin, wo sie gemeinsam mit dem Komponisten Oded K. Dar die Jazzpop-Band „Ofrin“ gründete. Auf das Debütalbum Rust & Velvet (2005) folgte 2008 die LP On Shore Remain, die mit dem Produzenten und Keyboarder Eddie Stevens entstand. Auf dem dritten Album The Bringer arbeitet Brin erstmals solo. 2014 war Brin als musikalische Unterstützung für Frank Schätzings Live-Tour Breaking News zu sehen, dessen gleichnamiger Roman überwiegend in Israel spielt. 2016 erschien das vierte Album Ore.

## Diskografie

### Alben
- 2005: Rust & Velvet
- 2008: On Shore Remain
- 2013: The Bringer
- 2016: Ore

### Kompilationbeiträge
- 2009: Tango auf listen to berlin

### Singles (Auswahl)
- 2019: Take It to the Top
- 2020: Mythologica
- 2021: Make It, Break It